# Bruno Heiz
Bruno Heiz (* 27. Oktober 1918 in Biasca; † 3. Dezember 2012 in Basel, heimatberechtigt in Reinach, Kanton Aargau) war ein Schweizer Maler, Grafiker und Zeichner.

## Leben und Wirken
Die Schulzeit verbrachte Heiz in Winterthur. Anschliessend studierte er Fotografie und Grafik an der Kunstgewerbeschule Zürich. Statt wie geplant in Paris eine Weiterbildung zu machen, wurde er im Zweiten Weltkrieg in die Armee einberufen. Nach einem Jahr konnte er seine erste Stelle als Grafiker antreten und war zu dieser Zeit oft in Kontakt mit Berner Künstlern. Dieser entscheidende Einfluss hatte zur Folge, dass die Malerei in seinem Leben eine immer grössere Rolle spielte. So konnte Heiz 1942 seine Werke in einer Gruppenausstellung in der Kunsthalle Bern präsentieren. Der endgültige Durchbruch gelang Heiz im Jahr 1943 mit der Aufnahme in die GSMBA. 
Ab 1946 lebte Heiz in Arlesheim und später in Basel. Heiz arbeitete als Grafiker für Firmen der Uhren- und Schmuckbranche und gestaltete deren Messestände. Heiz war auch für die Werbung zuständig. 
Auf seinen Reisen nach Frankreich, Spanien, Griechenland und Ägypten brachte er eine Vielzahl an Zeichnungen und Skizzen zurück. In den 70er Jahren baute er mit seiner Frau Vio auf der Insel Paros ein Haus, um dort seine letzten Lebensjahre zu verbringen. Als seine Frau 2007 verstarb, musste Heiz wegen gesundheitlichen Gründen das Haus aufgeben. Zwischen 1986 und 2000 wurde Ägypten zu seiner zweiten Heimat. Ab 2000 lebte und arbeitete Heiz in Basel.
Zitat von Bruno Heiz: «Ich mache so lange weiter, bis mir der Pinsel aus der Hand fällt.» Bruno Heiz fand seine letzte Ruhestätte auf dem Friedhof am Hörnli in Basel.